# Bruzda Hronu
Bruzda Hronu (515.1) – makroregion fizycznogeograficzny w Wewnętrznych Karpatach Zachodnich w środkowej Słowacji.
Bruzda Hronu stanowi wąskie obniżenie o przebiegu w przybliżeniu południkowym, dzielące pasma górskie Łańcucha Wielkofatrzańskiego i Niżnotatrzańskiego na północy od pasm Łańcucha Rudaw Słowackich na południu. Bruzda Hronu składa się z kilku kotlin rozłożonych jedna za drugą wzdłuż Hronu, oddzielonych przełomami i bramami. Są to:
- 515.11 Kotlina Helpiańska
- 515.12 Kotlina Brezneńska
- 515.13 Kotlina Lopejska
- 515.14 Kotlina Bańskobystrzycka
- 515.15 Kotlina Zwoleńska
- 515.16 Przełom Dubrawski
- 515.17 Kotlina Żarska
- 515.18 ostatni karpacki odcinek doliny Hronu

Bruzda Hronu jest pochodzenia tektonicznego, tym niemniej jej poszczególne części różnią się pochodzeniem i charakterem.
Geografia słowacka wyróżnia poszczególne części Bruzdy Hronu – Horehronské podolie, Zvolenská kotlina, Pliešovská kotlina, Žiarská kotlina – ale nie łączy ich w oddzielną jednostkę fizycznogeograficzną, lecz zalicza do regionu fatrzańsko-tatrzańskiego (Fatransko-tatranská oblasť) i regionu Średniogórza Słowackiego (oblasť Slovenské stredohorie).